# Бланше, Бернар
Бернар Бланше (фр. Bernard Blanchet; род. 1 декабря 1943, Франция) — французский футболист, нападающий.

## Клубная карьера
Он начал свою футбольную карьеру в 1956 году, играя в местных молодёжных клубах. Уже тогда он показывал хорошие результаты и даже стал лучшим бомбардиром своей команды. Он дебютировал во втором дивизионе в возрасте 17 лет и участвовал в развитии клуба «Нант» и выходе его в первый дивизион в 1963 году. Бланше покинул «Нант» в возрасте 30 лет, сыграв почти 356 матчей, забив 111 голов и выиграв три титула чемпиона Франции. Бланше является лучшим бомбардиром в истории «Нанта».
В конце своей карьеры он перешёл в «Лаваль», и принял участие в подъеме клуба в первый дивизион, забив в своём последнем сезоне карьеры 18 голов.
Завершил карьеру футболиста в 1976 году.

## Карьера в сборной
В 1966 году Бланше стал игроком национальной сборной Франции. Он был отобран в группе из 23 человек на подготовительный курс к чемпионату мира 1966 года, но во время игры он повредил левое колено и не был включен в окончательный список.
Всего в составе сборной провёл 17 матчей, забив 5 голов.